# 400 (tal)
400 är det naturliga talet som följer 399 och som följs av 401.

## Inom vetenskapen
- 400 Ducrosa, en asteroid.

## Inom matematiken
- 400 är ett jämnt tal
- 400 är ett sammansatt tal
- 400 är ett ymnigt tal
- 400 är ett hexadekagontal
- 400 är ett Erdős–Woodstal
- 400 är ett palindromtal i det ternära talsystemet.